# آدریائن بلاک

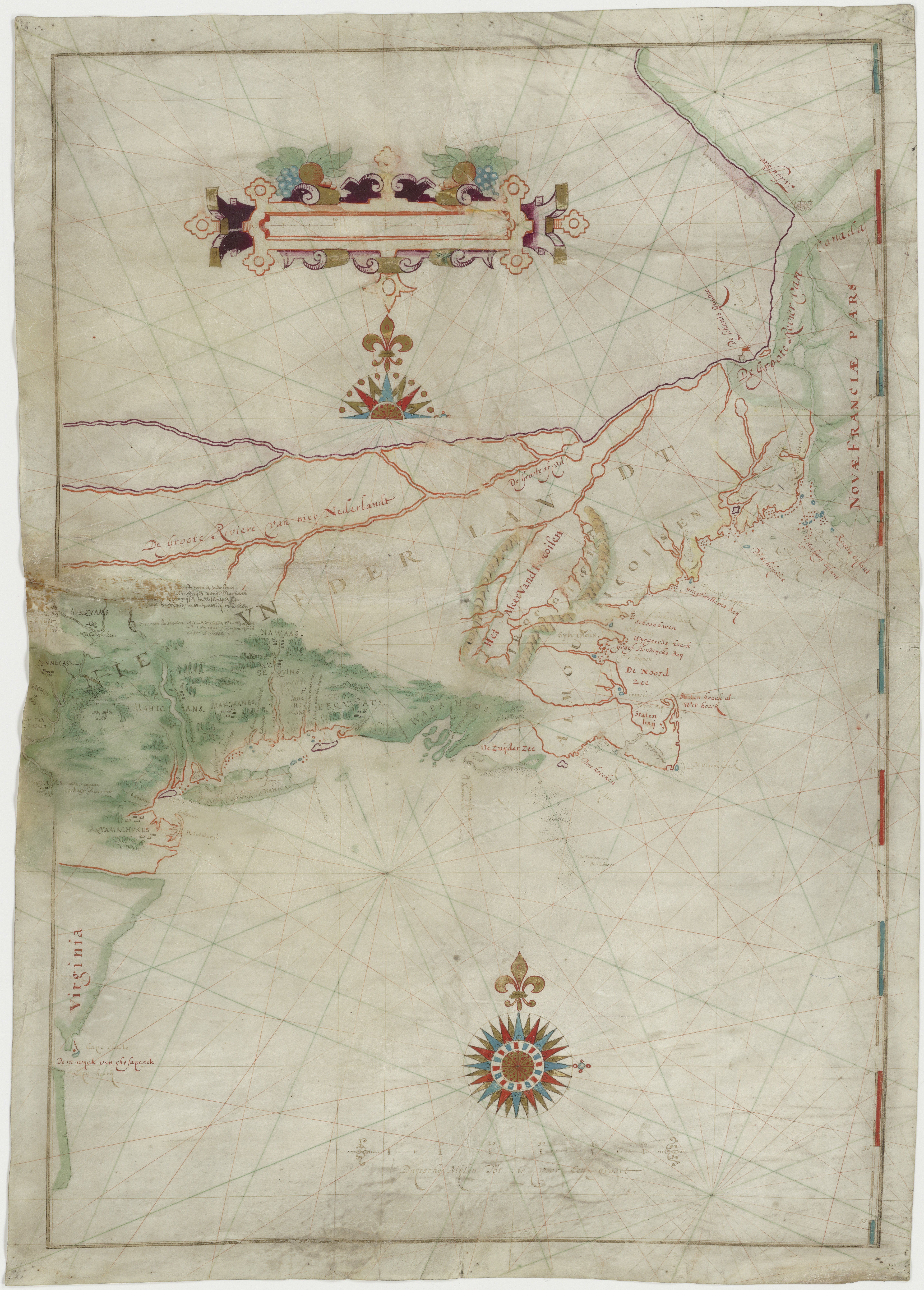
نقشه بلاک از سفر دریایی‌اش در ۱۶۱۴ میلادی که در آن برای اولین بار اصطلاح «هلند نو» پدیدار گشت.

آدریائن (آرجان) بلاک (Adriaen (Arjan) Block) (زاده در حدود ۱۵۶۷ میلادی – دفن شده در ۲۷ آوریل ۱۶۲۷)، تاجر هلندی غیروابسته، صاحب کشتی تجاری مسلح و ناخدای کشتی که بیشتر به دلیل کاوش در مناطق ساحلی و دره رودخانه میان نیوجرسی و ماساچوست امروزی در طی چهار سفر دریایی از سال ۱۶۱۱ تا ۱۶۱۴، پس از سفر اکتشافی سال ۱۶۰۹ توسط هنری هادسن، شناخته شده‌است. او احتمالاً به دلیل نام‌گذاری بلاک آیلند، رود آیلند و ایجاد نخستین داد و ستد با بومیان آمریکایی و نقشهٔ ۱۶۱۴ آخرین سفر خود که در آن بسیاری از ویژگی‌های منطقه میانه آتلانتیک برای اولین‌بار در آن ظاهر می‌شود و بر روی همان نقشه برای نخستین مرتبه واژهٔ هلند نو به این منطقه اطلاق شد، مورد توجه قرار گرفت. او به عنوان نخستین اروپایی که وارد لانگ آیلند سوند و رود کنتیکت شده و همچنین نخستین کسی که متوجه شد منهتن و لانگ آیلند، جزیره هستند، مورد ستایش قرار گرفته‌است.

## اوایل زندگی
بلاک با وجود آنکه بیشتر عمر خود را بر روی دریا سپری کرده ولی شهر آمستردام را خانهٔ خود می‌نامید. او در همین شهر در ۲۶ اکتبر ۱۶۰۳ با نیلژه هندریکس ون گلدر ازدواج کرد و آنها میان سال‌های ۱۶۰۷ تا ۱۶۱۵ صاحب پنج فرزند شدند. آنها در سال ۱۶۰۶ به خانه‌ای به نام دی توئی بونتکرایژن («دو زاغ کلاهدار») در خیابان اود وال شهر آمستردام نقل مکان کرده و تا پایان عمر در آنجا سکونت داشتند.
بلاک در دههٔ ۱۵۹۰ میلادی همچنان به تجارت دریایی، انتقال چوب از اروپای شمالی به اسپانیای جنگل‌زدایی شد، مشغول بود. به‌طور مثال از او به عنوان تاجر و انتقال دهندهٔ چوب و الوار نروژی به شهر بیلبائوی اسپانیا در سال ۱۵۹۶ یاد شده‌است. از آنجا او به سمت ریبادئو رفت تا برای شهر کادیز خرید کند. او در آوریل ۱۶۰۱ عضوی از کاروان کشتی‌هایی بود که آمستردام را به مقصد هند شرقی هلند و در آن زمان احتمالاً تا نزدیکی جزایر ملوک، ترک کردند و در سال ۱۶۰۳ به خانه بازگشتند.
در بهار سال ۱۶۰۴، بلاک پس از تحویل کالا در لیگوریا، برای خرید برنج، کتان، آجیل و … به سمت قبرس حرکت کرد به این امید که آنها را در ونیز بفروشد. این تجارت شکست خورد و او به خانهٔ خود در آمستردام رفت. او در مسیر بازگشت با عبور از لیسبون به یک کشتی مستقر در لوبک که از سفری به برزیل بازمی‌گشت، برخورد کرد. بلاک اجازهٔ کتبی از مقامات هلند داشت تا کشتی‌های دشمن را توقیف کند و با استفاده از کشتی تجاری مسلح، کشتی و بار آن را به آمستردام ببرد. گرچه کشتی و مقادیری از بار آن به صاحبانش بازگردانده شد ولی بلاک توانست پول زیادی به دست آورد که احتمالاً به کمک همان توانست خانه‌ای در اود وال خریداری کند.

## سفرهای اکتشافی جهانی جدید بلاک

### سفرهای دریایی اولیه (۱۶۱۱–۱۶۱۲)
در پی ارتباط هادسن با بومیان آمریکایی در درهٔ هادسن در سال ۱۶۰۹، بازرگانان هلندی در آمستردام آن منطقه را به عنوان منبع مناسب تجارت پوست سگ آبی آمریکای شمالی که در آن زمان بازار پرسودی در اروپا داشت، برای اکتشافات بیشتر در نظر گرفتند.
کورنلیس رایسر در سال ۱۶۱۱ موفق به بازگشت به سنت پیتر شد و بلاک و همراهش کاپیتان هندریک کریستیانسن یک سال بعد یعنی در سال ۱۶۱۲ بازگشتند. آنها خز و دو پسر یک ساچم بومی در فورتون و یک کشتی دیگر که توسط بازرگانان لوتری تجهیز شده بود را به همراه خود آوردند. سفر دریایی به هلند نو حدود ۱۰ هفته و بعضی اوقات بیشتر، زمان می‌برد. چشم‌انداز موفقیت‌آمیز تجارت خز، مجلس هلند، هیئت حاکمه جمهوری هلند، را بر آن داشت تا در ۲۷ مارس ۱۶۱۴ بیانیه‌ای صادر کند و در آن تصریح کرد که کاشفان کشورهای جدید، بنادر و گذرگاه‌ها حق ثبت انحصاری برای چهار سفر دریایی‌ای که در سه سال به مناطق کشف شده انجام شده و متقاضی ظرف مدت ۱۴ روز پس از بازگشت گزارش مفصلی را ارائه کرده باشد را به‌دست آوردند.

### سفر اکتشافی سال ۱۶۱۴
بلاک در سال ۱۶۱۳چهارمین سفر دریایی خود را با کشتی تایگر به منطقه‌ای پایینتر از هادسن به همراه چندین کشتی دیگر که به‌طور خاص برای تجارت مجهز بودند، انجام داد. تایگر زمانی که در جنوب منهتن لنگر انداخته بود به‌طور اتفاقی دچار حریق شد. بلاک و مردانش در طول فصل زمستان، با کمک مردمان اهل لناپه، کشتی‌ای ۴۴٫۵ فوتی (۱۳٫۶ متر) و با وزن ۱۶ تُن به نام آنراست (به معنی خستگی‌ناپذیر) ساختند.
بلاک در این کشتی تازه ساخته شده، رودخانه ایست را کشف کرد و به عنوان نخستین اروپایی شناخته شده قلم‌داد شد که در هلگات (که اکنون دروازه جهنم نامیده می‌شود) حرکت کرد و وارد لانگ آیلند ساند شد. او با سفر در طول ساند، وارد رودخانهٔ هوساتونیک (که بلاک آن را رودخانهٔ تپه‌های قرمز نامید) و رود کنتیکت که او حداقل تا محل فعلی هارتفورد، مرکز فعلی ایالت کنتیکت و حدود ۶۰ مایل بالاتر از رودخانه، شد. با ترک لانگ آیلند ساند، او نقشهٔ جزایر بلاک را کشید این جزایر به واسطهٔ خودش و خلیج ناراگانست نام‌گذاری شده‌است. بلاک نام «رود آیلاند» را احتمالاً به دلیل رنگ خاک آنجا که قرمز بود، انتخاب کرده‌است. بلاک در دماغهٔ کاد با یکی از کشتی‌های دیگری که با آنها در این سفر اکتشافی همراه بودند، قرار ملاقات گذاشت و پیش از بازگشت به اروپا کشتی آنراست را ترک کرد.

### زندگی در مستعمره
اکتشافات بلاک در نهایت منجر به مستعمره شدن کنتیکت شد. زندگی برای‌شان سخت شد؛ زیرا که به سبب یخ‌زدن رودخانهٔ کنتیکت در زمستان مجبور به ماندن در آن مستعمره شدند. بلاک در جهت بالادست حرکت کرد و پایگاه هلندی را در آنجا بنا نهاد که بعدها تبدیل به هارتفورد شد.
بلاک به واسطهٔ نام‌گذاری فیشرآیلند به نام یکی از همسفرانش در کشتی، مورد تحسین قرار گرفت. با وجود اینکه این جزیره از نظر جغرافیایی به  کنتیکت نزدیکتر از نیویورک است، ولی جزو شهرستان سافک لانگ آیلند محسوب می‌شود.

### شرکت هلند نو
بلاک پس از بازگشت نقشه‌ای از سفر دریایی خود را به همراه اطلاعاتی که در آن زمان داشت، تهیه کرد. نقشهٔ بلاک نخستین مرجعی بود که نام «هلند جدید» را به منطقه‌ای میان مستعمره ویرجینیا و فرانسه نو در کانادا اطلاق کرد. همچنین در این نقشه برای نخستین بار لانگ آیلند به صورت یک جزیره به نمایش درآمد.
در ۱۱ اکتبر ۱۶۱۴، بلاک، کریستینسن و گروهی متشکل از دوازده بازرگان دیگر درخواستی را برای دریافت امتیازات تجاری انحصاری برای این منطقه به مجلس هلند ارائه کردند. به شرکت جدید آنها با نام شرکت هلند جدید امتیازات انحصاری برای مدت سه سال اعطا شد تا میان مدار ۴۰ درجه شمالی و مدار ۴۵ درجه شمالی تجارت کنند.
بلاک پس از بازگشت به آمستردام در ژوئیهٔ ۱۶۱۴، دیگر به دنیای جدید بازنگشت. در سال ۱۶۱۵، بلاک فرماندهٔ ارشد سه مرد جنگی و یازده کشتی شکار نهنگ شد که توسط شرکت نوردش به اسپیتس‌برگن فرستاده شدند. او تا زمان مرگش در سال ۱۶۲۷ به دریانوردی ادامه داد. بلاک در اود کرک، آمستردام در آرامگاهی کنار همسرش دفن شده‌است.

## میراث
کنتیکت پس از یک بازسازی چندین میلیون دلاری بر رودخانهٔ کنتیکت در هارتفورد از روی نام بلاک به «آدریائن لندینگ» نام‌گذاری شد. آدریائن بلاک، یک مدرسه راهنمایی در فلاشینگ، کوئینز به نام خود دارد. همچنین وی جزیره‌ای در ساحل جنوبی رود آیلند به نام جزیرهٔ بلاک دارد.